# Лоаре
 Тази статия е за реката във Франция.  За департамента вижте Лоаре (департамент).  
Лоаре (на френски: Loiret) е река в централна Франция с дължина 13 km. Извира от град Орлеан и се влива в река Лоара. Изворът на Лоаре се подхранва главно от води на самата Лоара, навлезли в подземните карстови образувания в района. Най-голямото селище по течението ѝ, след Орлеан, е Оливе.